# 1917 год в Азербайджане

## Январь
- 17—21 января — Забастовки рабочих промышленных предприятий в связи с продовольственным кризисом вследствие Первой мировой войны[1]
- 21 января — Открытие Шолларского водопровода

## Март
- 3 марта — Восстановлена партия «Гуммет»
- 5 марта — Образован Исполнительный комитет общественных организаций, местный орган Временного правительства России
- 9 марта — Упразднено Особое продовольственное совещание
- 19 марта — Сформирован Бакинский Совет
- 22 марта
  - Упразднено Кавказское наместничество
  - Учреждён Особый Закавказский комитет
- 24 марта — Создано Центральное бюро профсоюзов
- 29 марта — Создан Бакинский Мусульманский совет
- Создана Тюркская партия федералистов

## Апрель
- 15—20 апреля — I Съезд мусульман Кавказа (Баку)
- «22 апреля — Возобновление издания газеты Бакинский рабочий»

## Май
- 1—11 мая — Участие делегатов во Всероссийском съезде мусульман

## Июнь
- 17 июня — Тюркская партия федералистов объединилась с «Мусават»
- 29 июня — Прекращение издания журнала «Tuti»[азерб.]

## Июль
- 16 июля — Возобновление издания газеты «Гуммет»[азерб.]
- 31 июля — Газета «Yeni iqbal»[азерб.] («Новая судьба») объединилась с газетой «Açıq söz»[азерб.] («Открытое слово»)

## Сентябрь
- Создана партия «Иттихад»

## Октябрь
- 29 октября — Выборы в Бакинскую городскую думу
- 31 октября — Создание Совета рабочих и крестьянских депутатов (Баку)

## Ноябрь
- 11 ноября — Представители партий «Мусават», Грузинской социал-демократической партии, правых эсеров в Тифлисе объявили о создании Независимого правительства Закавказья
- 12 ноября — Упразднён Исполнительный комитет общественных организаций
- 28 ноября
  - Упразднён Особый Закавказский комитет
  - Учреждён Закавказский комиссариат

## Декабрь
- 18 декабря — Эрзинджанское перемирие
- 19 декабря — Постановление Закавказского комиссариата о демобилизации армии, участвовавшей на Кавказском фронте Первой мировой войны, в том числе национальных формирований

## Без точной даты
- Смещён с должности Лев Потулов, губернатор г. Баку
- Впервые отмечен Международный женский день, день солидарности женщин в борьбе за экономическое, политическое и общественное равноправие[2]
- Начало введения 8-часового рабочего дня. Впервые 8-часовой рабочий день начал вводиться на некоторых предприятиях Баку и на Закавказской железной дороге
- Картельное соглашение между «Ойл» и «Бранобель» о разделе сфер влияния
- Упразднено Бакинское градоначальство

## В культуре
- В кинотеатре Форум (Баку) состоялась премьера экранизации оперетты «Аршин мал алан». Режиссёр — Борис Светлов.

## Родились
- 22 февраля — Азимзаде, Юсиф Ахадулла оглы, писатель
- 22 марта — Велиев, Юсиф Абдулла оглы, актёр
- 27 марта — Титаренко, Мария Сергеевна, оперная певица
- 13 апреля — Ариф Нариманбеков[азерб.], кинооператор, режиссёр
- 28 апреля — Махлуга Садыгова, актриса
- 9 мая — Кулиев, Алиага Эйваз оглы, тарист
- 5 июня — Зефер Неметов[азерб.], театральный режиссёр
- 9 июня — Гасан Хагвердиев[азерб.], художник
- 18 июня — Гаджиев, Ахмед Джевдет Исмаил оглы, композитор
- 10 сентября — Алиханова, Фируза Мамедгулу гызы, актриса
- 20 октября — Агаларов, Идрис Фархад оглы, оперный певец
- 7 ноября — Кулиев, Тофик Алекпер оглы, композитор
- 7 ноября — Тагиев, Таги Азиз Ага оглы, художник
- 7 ноября — Меликофф, Ирен, востоковед
- Нарындж Меликова, актриса